# Sanford (Florida)
Sanford es una ciudad ubicada en el condado de Seminole en el estado estadounidense de Florida. En el Censo de 2010 tenía una población de 53 570 habitantes y una densidad poblacional de 780,48 personas por km².

## Geografía
Sanford se encuentra ubicada en las coordenadas 28°47′22″N 81°16′32″O / 28.78944, -81.27556. Según la Oficina del Censo de los Estados Unidos, Sanford tiene una superficie total de 68.64 km², de la cual 59.46 km² corresponden a tierra firme y 9.18 km² (13.37 %) es agua.

## Demografía
Según el censo de 2010, había 53 570 personas residiendo en Sanford. La densidad de población era de 780,48 hab./km². De los 53 570 habitantes, Sanford estaba compuesto por el 57.33 % blancos, el 30.49 % eran afroamericanos, el 0.54 % eran amerindios, el 2.81 % eran asiáticos, el 0.08 % eran isleños del Pacífico, el 5.43 % eran de otras razas y el 3.31 % pertenecían a dos o más razas. Del total de la población el 20.24 % eran hispanos o latinos de cualquier raza.

## Educación
Las Escuelas Públicas del Condado Seminole gestiona escuelas públicas.